# Empire Awards 2004
La 9ª edizione degli Empire Awards, organizzata dalla rivista cinematografica inglese Empire,  si è svolta nel 2004 a Londra, e premiò i film usciti nel 2003. La celebrazione venne presentata dal comico britannico Bill Bailey.

## Vincitori e candidati
I vincitori sono indicati in grassetto.
 Miglior film 
- Il Signore degli Anelli - Il ritorno del re (The Lord of the Rings: The Return of the King), regia di Peter Jackson
- Ritorno a Cold Mountain (Cold Mountain), regia di Anthony Minghella
- Kill Bill: Volume 1, regia di Quentin Tarantino
- La maledizione della prima luna  (Pirates of the Caribbean: The Curse of the Black Pearl), regia di Gore Verbinski
- X-Men 2 (X2), regia di Bryan Singer

 Miglior attore 
- Johnny Depp - La maledizione della prima luna (Pirates of the Caribbean: The Curse of the Black Pearl)
- Daniel Day-Lewis - Gangs of New York
- Sean Astin - Il Signore degli Anelli - Il ritorno del re (The Lord of the Rings: The Return of the King)
- Viggo Mortensen - Il Signore degli Anelli - Il ritorno del re (The Lord of the Rings: The Return of the King)
- Hugh Jackman - X-Men 2 (X2)

 Miglior attore britannico 
- Andy Serkis - Il Signore degli Anelli - Il ritorno del re (The Lord of the Rings: The Return of the King)
- Jude Law - Ritorno a Cold Mountain (Cold Mountain)
- Orlando Bloom - Il Signore degli Anelli - Il ritorno del re (The Lord of the Rings: The Return of the King)
- Ian McKellen - Il Signore degli Anelli - Il ritorno del re (The Lord of the Rings: The Return of the King)
- Ewan McGregor - Young Adam

 Miglior attrice 
- Uma Thurman - Kill Bill: Volume 1
- Nicole Kidman - Ritorno a Cold Mountain (Cold Mountain)
- Julianne Moore - Lontano dal paradiso (Far from Heaven)
- Maggie Gyllenhaal - Secretary
- Cate Blanchett - Veronica Guerin - Il prezzo del coraggio (Veronica Guerin)

 Miglior attrice britannica 
- Emma Thompson - Love Actually - L'amore davvero  (Love Actually)
- Helen Mirren - Calendar Girls
- Julie Walters - Calendar Girls
- Keira Knightley - La maledizione della prima luna  (Pirates of the Caribbean: The Curse of the Black Pearl)
- Emily Mortimer - Young Adam

 Miglior regista 
- Quentin Tarantino – Kill Bill: Volume 1
- Anthony Minghella – Ritorno a Cold Mountain (Cold Mountain)
- Joel e Ethan Coen (non accreditato) – Prima ti sposo, poi ti rovino (Intolerable Cruelty)
- Peter Weir – Master & Commander - Sfida ai confini del mare (Master and Commander: The Far Side of the World)
- Peter Jackson – Il Signore degli Anelli - Il ritorno del re (The Lord of the Rings: The Return of the King)

 Miglior scena 
- La cavalcata dei Rohirrim - Il Signore degli Anelli - Il ritorno del re (The Lord of the Rings: The Return of the King)
- Il discorso della bandiera - Gangs of New York
- Il massacro nella House of the Blue Leaves - Kill Bill: Volume 1
- La battaglia iniziale - Master & Commander - Sfida ai confini del mare  (Master and Commander: The Far Side of the World)
- La scena del rhum - La maledizione della prima luna (Pirates of the Caribbean: The Curse of the Black Pearl)

 Miglior film britannico 
- Love Actually - L'amore davvero (Love Actually), regia di Richard Curtis
- Bright Young Things, regia di Stephen Fry
- Calendar Girls, regia di Nigel Cole
- Johnny English, regia di Peter Howitt
- Young Adam, regia di David Mackenzie

 Miglior debutto 
- Martine McCutcheon - Love Actually - L'amore davvero (Love Actually)
- Fenella Woolgar - Bright Young Things
- Eli Roth – Cabin Fever
- Andrew Lincoln - Love Actually - L'amore davvero (Love Actually)
- Mackenzie Crook - La maledizione della prima luna (Pirates of the Caribbean: The Curse of the Black Pearl)

## Premi Onorari
- Inspiration Award: Ray Harryhausen
- Independent Spirit Award: Roger Corman
- Career Achievement Award: Sigourney Weaver